# Kariér
Kariér (z angl. carrier, nosič) je plemeno holuba domácího, původně vyšlechtěné jako holub poštovní. V současnosti se jedná především o holuba okrasného.
Kariér patří mezi nejstarší bradavičnatá plemena vůbec, byl popsán už v roce 1735. V minulosti lidé věřili, že ozobí holuba je centrem jeho orientačních schopností a proto u holubů používaných k přenosu zpráv tento znak upevňovali. Kariér v novověku sloužil k doručování zpráv na území Přední Asie a v severní Africe. Je též jedním z předků současného poštovního holuba.
Je to impozantně vyhlížející holub s velkou, kolmo vztyčenou postavou a nápadně vyvinutým ozobím a obočnicemi. Hlava je protáhlá, úzká a plochá, se zakulaceným zátylkem. Zobák je vodorovně nasazený, silný a velmi dlouhý, vzdálenost od středu očí ke špičce zobáku činí 50-55 mm. Má světlou barvu. Ozobí je rozvinuto do podoby bradavičnatého útvaru, který u dospělého holuba připomíná vlašský ořech. Tři čtvrtiny útvaru vyrůstají na horní polovině zobáku a čtvrtina na dolní. Ozobí bývá zcela vyvinuté až kolem 3. - 4. roku života ptáka. Oči jsou oranžové, u bílých ptáků a u strak tmavé. Obočnice jsou silně vyvinuté, tříkruhové a jejich vnitřní okraj má u ideálního jedince tvar kosočtverce, vnější okraj přesahuje temeno hlavy.
Krk je dlouhý a slabý, hruď jen málo vyklenutá, ale široká, spoře opeřená, s obnaženým kýlem hrudní kosti. Křídla jsou dlouhá, avšak nad ocasem se nekříží a nesmí se dotýkat země. Ocas je též delší a země se téměř dotýká. Nohy jsou vysoké a neopeřené. Opeření je pevné a dobře přiléhající. Zbarvení je bílé nebo barevné v základních řadách, nejčastěji se vyskytují kariéři bílí, černí, šedohnědí, červení, žlutí, hnědí, hnědožlutí a dále pruhoví a kapratí ve všech barvách a straky.
Kariér je plemeno náročné na chov, jsou náchylní k zánětům dýchacích cest, jejich extrémně rozvinuté ozobí vyžaduje péči, podobně je třeba čistit i oči, aby nedocházelo k slzením a konjunktivitidám. Potřebují bezprašné prostředí a i při voliérovém chovu jsou divocí.